# Melanie Griffith
Melanie Richards Griffith (New York, 1957. augusztus 9. –) Golden Globe-díjas amerikai színésznő, filmproducer.
Színészi pályafutását tizenhét évesen, az 1975-ös A döntés éjszakája című Arthur Penn-filmben kezdte Gene Hackman oldalán. Nagyobb hírnevet Brian De Palma Alibi test (1984) című thrillerével ért el, mellyel megszerezte első Golden Globe-jelölését. Az 1986-os Valami vadságban szintén kritikai sikert aratott, ezt követte az 1988-as Dolgozó lány főszerepe – alakítását Oscar-díjra jelölték és Golden Globe-díjat is nyert.
Az 1990-es években a színésznő hullámzó kritikai visszajelzéseket kapott: bár a Vad lányok (1995) és Az aranypolgár születése (1999) újabb Golden Globe-jelöléseket hozott számára, emellett Arany Málna díjakra is jelölték, többek között a Felhők közül a nap (1992), a Mulholland – Gyilkos negyed és a Tűzforró Alabama (1999) című filmjeiért.
2003-ban Barbara Marxot formálta meg a Szikrázó éjszaka című filmben, ezt követően a 2000-es és a 2010-es években főként sorozatokban tűnt fel: Kés/Alatt, Nevelésből elégséges, Hawaii Five-0. Miután Londonban színpadi szerepekben lépett fel, 2003-ban játszott a Chicago című musicalben, kiérdemelve a kritika elismerését. A 2010-es évektől visszatért a filmvászonra és feltűnt akkori férje, Antonio Banderas oldalán az Automata (2014) című sci-fiben. 2017-ben szerepelt James Franco A katasztrófaművész (2017) című életrajzi filmjében.

## Fiatalkora és családja
1957. augusztus 9-én született New Yorkban. Édesapja Peter Griffith, reklámszakember volt, édesanyja, Nathalie „Tippi” Hedren Alfred Hitchcock felfedezettjeként vált világhírűvé a Madarak (1963) és a Marnie (1964) című filmekben.
Melanie már nagyon fiatalon szerepelt különböző reklámfilmekben. 14 évesen (1971) a The Harrad Experiment című film forgatásán megismerte az akkor 22 éves Don Johnsont, aki a filmben Tippi partnere volt. 1975-ben, amikor a lány nagykorú lett, összeházasodtak.
1975-ben felfigyelt rá a filmszakma is, amikor szerepet kapott az Éjszakai lépések című filmben. Don nem vetette meg az alkoholt és a drogokat, házasságuk 11 hónapja alatt Melanie is kicsapongó életet élt.
23 éves korában súlyos autóbaleset érte: éppen egy vacsoráról tartott hazafelé a Sunset Boulevard-on, amikor egy autó fékezés nélkül hajtott át a zebrán. Melanie a motorháztetőn landolva nekivágódott a szélvédőnek, majd az úttestre esett. Az orvosok szerint, ha nem lett volna részeg, nem élte volna túl.

## Pályafutása
1981-ben, amikor tévés szerepeket is elvállalt, ismerkedett meg Steven Bauer színésszel, aki segítette az ital és a drogok elleni harcban, és rábeszélte, iratkozzon be Stella Adler New York-i színiiskolájába. 1984-ben Brian De Palma adott neki szerepet az Alibi test című thrillerben. A film után Jonathan Demme rendező meghallgatás nélkül rögtön neki ajánlotta fel a Valami vadság (1986) című sikerfilm főszerepét. 1985-ben született meg első gyermeke, Alexander Bauer, majd nem sokkal ezután elvált Steventől.
1987-ben vendégszerepelt a Miami Vice tévésorozatban, ahol újra összejött Don Johnsonnal és 1989-ben ismét összeházasodtak. Közös lányuk Dakota Johnson. Már nem volt minden rendben a házasságukban, amikor 1995-ben a Hárman párban forgatásán megismerkedett Antonio Banderasszal. 1996 tavaszán Antonio Budapestre hozta Melanie-t is az Evita forgatására. 1996. május 14-én Londonban házasodtak össze és szeptember 24-én meg is született lányuk, Stella del Carmen.
Filmszerepei közül nagy sikere volt még az 1998-as Még egy nap a Paradicsomban, amelyben James Woods volt a partnere. 1999-ben Az aranypolgár születése című tévéfilmben nyújtott alakításáért Emmy-díjra jelölték. Még ebben az évben volt a főszereplője a Tűzforró Alabama című filmnek, amely Banderas első rendezése volt, és számos elismerést gyűjtött be.
A 2001-es évben nagy megtiszteltetés érte a színésznőt: a Cannes-i fesztiválon megkapta az életműdíjat, és a Dolgozó lány (1988) is műsorra került a rangos eseményen. De egyben ez volt a legszomorúbb időszak is: a fesztivál előtt nem sokkal halt meg édesapja tüdőrákban. 2003-ban a Chicago című musicalben játszotta Roxie Hart szerepét a Broadwayn, elnyerve a közönség szeretetét. Két évvel később, 2005-ben a Twins című vígjátéksorozatban kapott szerepet, 2006 végétől pedig a Viva Laughlin zenés sorozat szereplője lett.

## Filmográfia

### Film
| Év   | Magyar cím                                        | Eredeti cím                                 | Szerep                 | Magyar hang        |
| ---- | ------------------------------------------------- | ------------------------------------------- | ---------------------- | ------------------ |
| 1969 |                                                   | Smith!                                      | statiszta              |                    |
| 1973 |                                                   | The Harrad Experiment                       | statiszta              |                    |
| 1975 | A döntés éjszakája                                | Night Moves                                 | Delly Grastner         | Somlai Edina       |
| 1975 | Felkavart víz                                     | The Drowning Pool                           | Schuyler Devereaux     | Jani Ildikó        |
| 1975 | Mosolyogj!                                        | Smile                                       | Karen Love             |                    |
| 1977 |                                                   | The Garden                                  | fiatal lány            |                    |
| 1977 |                                                   | One on One                                  | stoppos                |                    |
| 1977 |                                                   | Joyride                                     | Susie                  |                    |
| 1981 | Üvöltés                                           | Roar                                        | Melanie                |                    |
| 1981 |                                                   | Underground Aces                            | Lucy                   |                    |
| 1984 | Alibi test                                        | Body Double                                 | Holly Body             | Orosz Helga        |
| 1984 | Alibi test                                        | Body Double                                 | Holly Body             | Németh Kriszta     |
| 1984 | A félelem városa                                  | Fear City                                   | Loretta                | Orosz Helga        |
| 1986 | Valami vadság                                     | Something Wild                              | Audrey Hankel aka Lulu | Vándor Éva         |
| 1987 | Cherry 2000                                       | Cherry 2000                                 | Edith 'E' Johnson      | Kisfalvi Krisztina |
| 1987 | Cherry 2000                                       | Cherry 2000                                 | Edith 'E' Johnson      | Dudás Eszter       |
| 1988 | A milagrói babháború                              | The Milagro Beanfield War                   | Flossie Devine         |                    |
| 1988 | Viharos hétfő                                     | Stormy Monday                               | Kate                   | Ónodi Eszter       |
| 1988 | Viharos hétfő                                     | Stormy Monday                               | Kate                   | Udvaros Dorottya   |
| 1988 | Dolgozó lány                                      | Working Girl                                | Tess McGill            | Básti Juli         |
| 1990 | Hazajárók                                         | In the Spirit                               | Hadley                 |                    |
| 1990 | Csendes terror                                    | Pacific Heights                             | Patty Palmer           | Drahota Andrea     |
| 1990 | Csendes terror                                    | Pacific Heights                             | Patty Palmer           | Orosz Helga        |
| 1990 | Hiúságok máglyája                                 | The Bonfire of the Vanities                 | Maria Ruskin           | Kiss Erika         |
| 1991 | Földi paradicsom                                  | Paradise                                    | Lily Reed              | Básti Juli         |
| 1992 | Felhők közül a nap                                | Shining Through                             | Linda Voss             | Rák Kati           |
| 1992 | Idegen közöttünk                                  | A Stranger Among Us                         | Emily Eden             | Nagy-Kálózy Eszter |
| 1993 | Most jövök a falvédőről (Szőke nőt nem csókolunk) | Born Yesterday                              | Billie Dawn            | Kovács Nóra        |
| 1994 | Dugipénz                                          | Milk Money                                  | "V" (Eve)              | Básti Juli         |
| 1994 | Senki bolondja                                    | Nobody's Fool                               | Toby Roebuck           | Vándor Éva         |
| 1995 | Tegnap és ma                                      | Now and Then                                | Tina 'Teeny' Tercell   | Orosz Helga        |
| 1995 | Hárman párban                                     | Two Much                                    | Betty Kerner           | Balogh Erika       |
| 1996 | Mulholland – Gyilkos negyed                       | Mulholland Falls                            | Katherine Hoover       | Orosz Helga        |
| 1997 | Lolita                                            | Lolita                                      | Charlotte Haze         | Vándor Éva         |
| 1998 | Még egy nap a paradicsomban                       | Another Day in Paradise                     | Sid                    | Vándor Éva         |
| 1998 | Alapos gyanú                                      | Shadow of Doubt                             | Kitt Devereux          |                    |
| 1998 | Sztárral szemben                                  | Celebrity                                   | Nicole Oliver          | Udvaros Dorottya   |
| 1999 | Tűzforró Alabama                                  | Crazy in Alabama                            | Lucille Vinson         | Básti Juli         |
| 2000 | Cecil B. Demented                                 | Cecil B. Demented                           | Honey Whitlock         | Farkasinszky Edit  |
| 2001 | Fűvel-fával                                       | Tart                                        | Diane Milford          |                    |
| 2002 |                                                   | Searching for Debra Winger (dokumentumfilm) | önmaga                 |                    |
| 2002 | Stuart Little, kisegér 2.                         | Stuart Little 2                             | Margalo (hangja)       | Básti Juli         |
| 2003 | Szikrázó éjszaka (Nesze neked, Frankie)           | The Night We Called It a Day                | Barbara Marx           |                    |
| 2003 | A nagy trükk                                      | Shade                                       | Eve                    | Básti Juli         |
| 2003 | Tempó                                             | Tempo                                       | Sarah                  | Kovács Nóra        |
| 2003 | Tempó                                             | Tempo                                       | Sarah                  | Orosz Anna         |
| 2010 | Sammy nagy kalandja – A titkos átjáró             | Sammy's Adventures: The Secret Passage      | Snow                   |                    |
| 2012 |                                                   | Yellow                                      | Patsy                  |                    |
| 2012 | Dínó kaland                                       | Dino Time                                   | Tyra (hangja)          | Orosz Anna         |
| 2013 |                                                   | Dark Tourist                                | Betsy                  |                    |
| 2014 | Automata                                          | Autómata                                    | Susan Dupré            | Vándor Éva         |
| 2014 | Automata                                          | Autómata                                    | Susan Dupré            | Orosz Helga        |
| 2014 |                                                   | Thirst (rövidfilm)                          | Sue                    |                    |
| 2015 |                                                   | Day Out of Days                             | Kathy                  |                    |
| 2017 | A katasztrófaművész                               | The Disaster Artist                         | Jean Shelton           |                    |
| 2017 | Szomália kalózai                                  | The Pirates of Somalia                      | Maria Bahadur          | Kovács Nóra        |
| 2020 | Pont az a dal                                     | The High Note                               | Tess Sherwoode         |                    |
| 2025 |                                                   | By Design                                   | narrátor               |                    |

### Televízió
| Év        | Magyar cím                  | Eredeti cím                         | Szerep                                                  | Megjegyzések                              |
| --------- | --------------------------- | ----------------------------------- | ------------------------------------------------------- | ----------------------------------------- |
| 1976      |                             | Once an Eagle                       | Jinny Massengale                                        | minisorozat                               |
| 1978      |                             | Daddy, I Don't Like it Like This    | lány a hotelben                                         | tévéfilm                                  |
| 1978      | Starsky és Hutch            | Starsky & Hutch                     | Julie McDermott                                         | 1 epizód                                  |
| 1978      | Acél-cowboy                 | Steel Cowboy                        | Johnnie                                                 | - tévéfilm - magyar hangja: - Orosz Helga |
| 1978      |                             | The Hardy Boys/Nancy Drew Mysteries | Stacey Blain                                            | 1 epizód                                  |
| 1978      |                             | Carter Country                      | Tracy Quinn                                             | 2 epizód                                  |
| 1979      |                             | Vegas                               | Dawn Peters                                             | 1 epizód                                  |
| 1981      |                             | The Star Maker                      | Dawn Barnett Youngblood                                 | tévéfilm                                  |
| 1981      | Lányok a seregben           | She's in the Army Now               | Sylvie Knoll közlegény                                  | tévéfilm                                  |
| 1981      |                             | Golden Gate                         | Karen                                                   | tévéfilm                                  |
| 1985      | Alfred Hitchcock bemutatja  | Alfred Hitchcock Presents           | lány                                                    | 1 epizód                                  |
| 1987      | Miami Vice                  | Miami Vice                          | Christine von Marburg                                   | 1 epizód                                  |
| 1990      |                             | Women & Men: Stories of Seduction   | Lureen                                                  | tévéfilm                                  |
| 1995      | Vad nők                     | Buffalo Girls                       | Dora DuFran                                             | minisorozat                               |
| 1998      |                             | Me & George                         | N/A                                                     | leadatlan próbaepizód                     |
| 1999      | Az aranypolgár születése    | RKO 281                             | Marion Davies                                           | - tévéfilm - magyar hangja: - Für Anikó   |
| 2000      | Mindörökké Lulu             | Forever Lulu                        | Lulu McAfee                                             | - tévéfilm - magyar hangja: - Vándor Éva  |
| 2005      | Halálos csábítás            | Heartless                           | Miranda Wells                                           | tévéfilm                                  |
| 2005–2006 |                             | Twins                               | Lee Arnold                                              | állandó szereplő (18 epizód)              |
| 2006      | Robotcsirke                 | Robot Chicken                       | Hermione Granger / Love-A-Lot Bear / Wish Bear (hangja) | 1 epizód                                  |
| 2007      |                             | Viva Laughlin                       | Bunny Baxter                                            | állandó szereplő                          |
| 2010      | Kés/Alatt                   | Nip/Tuck                            | Brandie Henry                                           | 1 epizód                                  |
| 2011      | Vérmes négyes               | Hot in Cleveland                    | Melanie Griffith                                        | 1 epizód                                  |
| 2012      |                             | American Housewife                  | Leila Swift                                             | nem került adásba                         |
| 2012      | Nevelésből elégséges        | Raising Hope                        | Tamara                                                  | 2 epizód                                  |
| 2012      |                             | DTLA                                | Bryan anyja                                             | két epizód                                |
| 2013      | Öt történet az elmezavarról | Call Me Crazy: A Five Film          | Kristin ("Maggie" szegmens)                             | - tévéfilm - magyar hangja: - Vándor Éva  |
| 2014–2016 | Hawaii Five-0               | Hawaii Five-0                       | Clara Williams                                          | 4 epizód                                  |
| 2015      |                             | The Brainy Bunch                    | nagymama                                                | leadatlan próbaepizód                     |
| 2016      |                             | JL Ranch (Texas Blood)              | Laura Lee Schafer                                       | tévéfilm                                  |
| 2017      |                             | The Path                            | Jackie                                                  | 1 epizód                                  |
| 2019      |                             | SMILF                               | Enid                                                    | 1 epizód                                  |

## Fontosabb díjak és jelölések
| Díj                | Év   | Kategória                                                           | Jelölt mű                   | Eredmény |
| ------------------ | ---- | ------------------------------------------------------------------- | --------------------------- | -------- |
| Oscar-díj          | 1989 | legjobb női főszereplő                                              | Dolgozó lány                | Jelölve  |
| BAFTA-díj          | 1990 | legjobb női főszereplő                                              | Dolgozó lány                | Jelölve  |
| Golden Globe-díj   | 1975 | Miss Golden Globe                                                   | –                           | Elnyerte |
| Golden Globe-díj   | 1985 | legjobb női mellékszereplő                                          | Alibi test                  | Jelölve  |
| Golden Globe-díj   | 1987 | - legjobb női főszereplő - (filmmusical vagy vígjáték)              | Valami vadság               | Jelölve  |
| Golden Globe-díj   | 1989 | - legjobb női főszereplő - (filmmusical vagy vígjáték)              | Dolgozó lány                | Elnyerte |
| Golden Globe-díj   | 1996 | - legjobb női mellékszereplő - (sorozat, minisorozat vagy tévéfilm) | Vad nők                     | Jelölve  |
| Golden Globe-díj   | 2000 | - legjobb női mellékszereplő - (sorozat, minisorozat vagy tévéfilm) | Az aranypolgár születése    | Jelölve  |
| Primetime Emmy-díj | 2000 | - legjobb női mellékszereplő - (minisorozat vagy tévéfilm)          | Az aranypolgár születése    | Jelölve  |
| Arany Málna díj    | 1991 | legrosszabb női főszereplő                                          | Hiúságok máglyája           | Jelölve  |
| Arany Málna díj    | 1993 | legrosszabb női főszereplő                                          | Felhők közül a nap          | Elnyerte |
| Arany Málna díj    | 1993 | legrosszabb női főszereplő                                          | Idegen közöttünk            | Elnyerte |
| Arany Málna díj    | 1994 | legrosszabb női főszereplő                                          | Most jövök a falvédőről     | Jelölve  |
| Arany Málna díj    | 1997 | legrosszabb női főszereplő                                          | Hárman párban               | Jelölve  |
| Arany Málna díj    | 1997 | legrosszabb női mellékszereplő                                      | Mulholland – Gyilkos negyed | Elnyerte |
| Arany Málna díj    | 2000 | legrosszabb női főszereplő                                          | Tűzforró Alabama            | Jelölve  |
| Arany Málna díj    | 2001 | legrosszabb női főszereplő                                          | Cecil B. DeMented           | Jelölve  |
| Sant Jordi-díj     | 2000 | legjobb külföldi színésznő                                          | Tűzforró Alabama            | Elnyerte |
| Sant Jordi-díj     | 2000 | legjobb külföldi színésznő                                          | Még egy nap a paradicsomban | Elnyerte |

## Fordítás
- Ez a szócikk részben vagy egészben  a   Melanie Griffith című angol Wikipédia-szócikk fordításán alapul.  Az eredeti cikk szerkesztőit annak laptörténete sorolja fel. Ez a jelzés csupán a megfogalmazás eredetét és a szerzői jogokat jelzi, nem szolgál a cikkben szereplő információk forrásmegjelöléseként.